# Вёльпингхаузен
Вёльпингхаузен (нем. Wölpinghausen) — община в Германии, в земле Нижняя Саксония.
Входит в состав района Шаумбург. Подчиняется управлению Заксенхаген. Население составляет 1702 человека (на 31 декабря 2010 года). Занимает площадь 18,33 км².
Коммуна подразделяется на 3 сельских округа.
| Год  | Население |
| ---- | --------- |
| 1990 | 1712      |
| 1995 | 1772      |
| 2000 | 1786      |
| 2005 | 1786      |
| 2010 | 1725      |